# Покровське (зупинний пункт, Україна)
Покровське — зупинний пункт Ізюмського напрямку. Розташований між станцією Шебелинка та платформою Сезонна. Пункт розташований поблизу з смт. Андріївка та селищем Покровське Балаклійського району. На пункті зупиняються лише приміські потяги. Пункт відноситься до Харківської дирекції Південної залізниці.